# 사우스샌드위치판

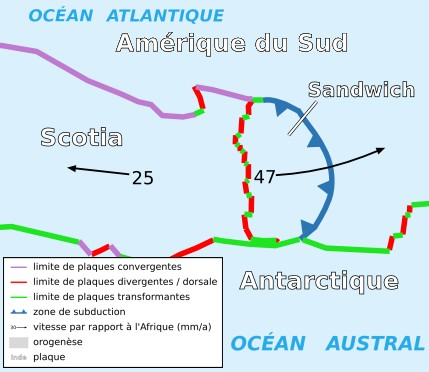
사우스샌드위치 판("Sandwich",프랑스어)

사우스샌드위치 판 또는 "샌드위치 판"은 사우스샌드위치 제도가 속한 판이다. 동쪽에서는 남아메리카 판이 섭입하며, 남쪽에서는 남극 판과 접한다. 서쪽에서는 스코샤 판과 접한다.

## 참고
- Kurt Stüwe: Geodynamics of the Lithosphere: An Introduction Springer; 2nd edition (2007) p390 ISBN 978-3-540-71236-7